# Kardiotokografija
Kardiotokografija (akronim CTG — Cardiotocography) je minimalno invazivna dijagnostička metoda u porodiljstvu kojom se istovremeno meri srčana akcija fetusa i intenzitet i trajanje trudova. Na osnovu ovih pokazatelja mogu se prikupiti sve neophodne informacije o stanju fetusa tokom trudnoće i porođaja.
Kako metoda nije u svim situacijama dovoljno pouzdan, jer daje i lažno pozitivne rezultate, koji mogu da utiču na povećanje broja operativno dovršenih porođaja, CTG zapis mora biti interpretiran samo u skladu sa kliničkim podacima o stanju fetusa i stanju majke, kako u toku porođaja tako i u trudnoći.
Kombinovanom primenom kardiotokografije i fetalne pH-metrije u sklopu intrapartalnog fetalnog monitoringa direktno se utiče na smanjenje perinatalnog morbiditeta i mortaliteta i redukuje učestalost nepotrebnih opstetricijskih operacija.

## Istorija
Auskultacija otkucaja dečijeg srca vezuje se za 1650. godinu i pripisuje se Marsacu, koji je direktno osluškivao rad srca jednostavnim načinom — prislanjanjem uva na majčin trbuh.
Wrisberg je sto godina kasnije, tačnije 1766. godine otkrio u izdanju Roederersovog dela Elementa artis obstetriciae zabelešku o auskultaciji fetalnog srca u dijagnostici trudnoće.
Prvi opis otkucaja srca deteta potiče iz 1818. godine, kada je na sednici Pariske Akademije 22. maja 1818. godine ženevski hirurg Francois Isaac Mayor opisao svoje otkriće.
Jean Alexandre Le Jumeau – Viscount de Kergaradec opiso je auskultaciju otkucaja srca deteta Laenakovim stetoskopom ili drvenim fetoskopom na sednici Parisske Akademije održanoj 1821. godine. Njegova publikacija u prevodu na nemački jezik objavljena je 1822. godine u Weimaru.
Irski akušer Evory Kennedy u svojoj monografiji (ocenjenoj daleko ispred svog vremena) opisao je učinak kompresije pupčanika i glavice na otkucaje srca deteta.
Kilian je 1849. godine objavio stetoskopske indikacije za forceps, a Kehrer prvi opisao 1867. godine vezu između fetalne bradikardije i kompresije glavice.
Diskontinuirano praćenje fetalne srčane frekvencije modifikovanom Pinardovom slušalicom (trubicom), bila je metoda je izbora do sredine 1960-tih godina.
U drugoj polovini 20. veka preduzimani su mnogobrojni pokušaji kontinuiranog praćenja fetalne srčane frekvencije, među kojima se posebno ističu pokušaji fonokardiografije, fonoskopije, fetalne kardiotelefonije i elektrokardiografije.
Zahvaljujući, pre svega radovima Hona, Wohlgemutha, i Hammachera, stvoreni su prvi tehnički preduslovi koji su omogućavali široku kliničku primenu metode praćenja fetalne kondicije.
Počeci zapisa trudova se mogu pratiti od 1950-tih godina nakon otkrića registracije motoričke aktivnosti uterusa. Prve krivulje trudova objavio je Schatz 1872. godine, a njihova preciznost i kvalitet mogaol se meriti sa današnjim zapisima. Kako se ovde radilo o intrauterinom zapisu trudova, kontinuirano praćenje motiliteta uterusa je našlo kliničku primenu tek mnogo kasnije.
U početku se ova metoda zasnivala na fonokardiotahografiji i eksternoj tokografiji, a uvođenjem ultrazvučne tehnike u ginekologiju i akušerstvoje omogućilo je kontinuiranu registraciju ultrazvučnih talas odbijenih od fetalnog srca, što je postalo temelj savremene kardiotokografije.
Razni modeli kardiotokografa

## Značaj
Od gubitka ploda tokom porođaja tragičnija je jedino smrt porodilje. Upravo je zato intrapartalni nadzor najdelikatniji deo perinatalne zdravstvene zaštite, jer se samo stručnom i stalnom kontrolom fetalnog stanja tokom porođaj može pravovremeno otkriti prelaz iz fiziološkog u patološki tok porođaja i pravilnom intervencijom sprečiti nastanak intrauterine smrti odnosno teških neonatalnih komplikacija.
Brojne su metode koje se s većim ili manjim uspehom, češće ili ređe koriste tokom porođaja za evaluaciju aktualnog stanja fetusa (kardiotokografija, kompjutorizirana kardiotokografija, amnioskopija, pH-metrija, oksimetrija, ultrazvuk), dok se od nekih drugih, inaće pouzdanih korisnih antepartalnih metoda, ne očekuje značajniji doprinos u praćenju intrapartalne fetalne kondicije (biofizikalni profil fetusa, kolor dopler).
Prednosti kardiotokografije kao opše prihvaćene i najraširenije neinvazivne metode u ante i intrapartalnom praćenju ploda proizlaze iz činjenice da za njenu primenu ne postoje kontraindikacije i da se kardiotokografski nalaz može zapisati odnosno dokumentovati.
Sudskomedicinski značaj
Kompletni kardiotokografski zapis nema samo klinički značaj, već sa svim detaljima i neophodan je dokaz za potrebe objektivne rekonstrukcije toka porođaja i posebno fetalnih stanja, i kao takav nezamenljiv je sudskomedicinski dokument.
Kako bi ovaj dokument bio sudskomedicinski validan, na njemu se mora naći potpis i faksimil lekara koji je vodio ili nadgledao porođaj i očitao kardiotokografski zapis.

## Namena
Primena kardiotokografije koja je najčešća posle 35. nedelje trudnoće, ima sledeće ciljeve:
- identifikacija onih fetusa koji su hipoksični (jer intrapartalna hipoksija može dovesti do novorođenačkih konvulzija, cerebralne paralize ili smrti),
- primena dodatnih mera za procenu fetusa,
- donošenje odluke da li treba ubrzati vaginalni porođaj ili dete poroditi carskim rezom.[31]

Naročito je važno CTG raditi kod rizičnih trudnoća, kada trudnice boluju od:
- šećerne bolesti,
- povišenog krvnog pritiska,
- ako su Rh negativne.

Ili ako su trudnice:
- dugo lečene od steriliteta,
- starije prvorotke,
- prenele trudnoću itd.[32]

## RCOG i ACOG — „Preporuke za intrapartalnu kardiotokografiju”
Preporuke za intrapartalnu kardiotokografiju su dosta različite, pa tako npr. Royal College of Obstetricians and Gynecology (RCOG) i American College of bstetricians and Gynecologists (ACOG) preporučuje primenu CTG samo kod visoko rizičnih trudnica navodeći rezultate aktualnog istraživanja po kome su rutinski CTG zapis kod prijema u porodilište poboljšava perinatalni ishod.
Preporuke RCOG za dalji elektronski nadzor ploda tokom porođaja su zasnovane na proceni rizičnosti, i rezultatima ispitivanja po kojima je jednaka vrednost intermitentne auskultacije u pravilnim intervalima i kontinuiranog CTG snimanja za vreme porođaja.
Prema RCOG:
- Tokom prvog porođajnog perioda dobi fetalna srčana frekvencija se kontroliše svakih 15 minuta: auskultacijom srčanih otkucaja fetusa tokom najmanje 60 sekundi nakon truda, ili analizom CTG zapisa kod kontinuiranog praćenja srčanih otkucaja fetusa.
- Tokom drugog porođajnog perioda kontrola srčanih otkucaja fetusa vrši se najmanje svakih 5 minuta. Kontinuirani CTG tokom porođaja se obavlja:
- kod visoko rizičnih porodilja,
- indukcije ili stimulacije porođaja oksitocinom,
- kod indikacija postavljenih pri auskultaciji srčanih otkucaja fetusa, kojim je ustanovljen pad TF < 110 srčanih otkucaja fetusa/minuti i porasta TF > 160 srčanih otkucaja fetusa/minuti, i svih vrsta usporenja TF.[33]

## Metoda
Na osnovu metode kojom se kardiotokografijom prati detetova srčana akciju, postojeće metode možemo podeliti na: direktnu (unutrašnju) ili indirektnu (spoljašnju) kardiotokografiju (CTG).
Direktna CTG
Direktni kardiotokografija (CTG) radi se postavljenim bipolarnim spiralnim elektroda na fetus (najčešće na glavu), uz uslov da plodove ovojnice nisu očuvane, pri čemu su žice bipolarne elektrode spojene za referentnu elektrodu na majčinom bedru. One služe za eliminaciju električnih interferencija.
Fetalni električni srčani signal (P talas, QRS kompleks i T talas) pojačavaju se i sprovode do kardiotahometra koji izračunava srčani ritam i beleži digitalni zapis.
Najpouzdaniji deo električnog signala srca fetusa je R-zubac, pa se on koristi za detekciju srčane akcije. U slučajevima da otkucaji srca fetusa daju jako slab signal (ili ako uopšte nema otkucaja u slučaju fetalne smrti), elektrode mogu lažno prikazivati majčine otkucaje kao fetalne.
Indirektna CTG
Indirektna kardiotokografija (CTG) prati otkucaje srca fetusa (KFS) pomoću dopler sonografa čija sonda, se postavi na trbuh majke. Ona ujedno šalje i prima reflektirane ultrazvučne talase.
Ultrazvučna sonda se postavlja na trbušni zid majke, na mesto gde se najbolje čuju otkucaji srca fetusa, i učvršćuju elastičnim pojasom.
Poslani ultrazvučni talasi se nakon odbijanja od srčanog zida i zalistaka ploda obrađuju u ultrazvučnoj sondi . Neposredno pre ispisa, mikroprocesor raščlanjuje reflektovane signale od prethodnih, u postupku autokorelacije da bi se izbegao lažni signal.
- Kardiotokografski zapis (kardiotokogram)

## Interpretacija rezultata
Normalan kardiotokografski (CTG) zapis
Intrapartacija normalnog CTG zapisa ima:
- TF između 110–150 srčanih otkucaja fetusa /minuti,
- Amplituda oscilacija 5–25 srčanih otkucaja fetusa/minuti.

Dobar nalaz (reassuring) ima visoku prediktivnu vrednost, jer ukazuje da se radi o fetusu koji
nije u hipoksiji.
Suspektan intrapartalni CTG zapis
Suspektan intrapartalni CTG, obuhvata CTG zapise kod kojih je:
- TF između 150–170 srčanih otkucaja fetusa/minuti ili 110–100 srčanih otkucaja fetusa/minuti.
- amplituda oscilacija veće od 25 srčanih otkucaja fetusa/minuti ili između 5–10 srčanih otkucaja fetusa/minuti tokom perioda dužeg od 40 minuta, kao i pojava varijabilnih deceleracija.

Suspektan nalaz, koji se smatra nesigurnim nalazom (non-reassuring) traži dodatni nalaz i procenu.
Patološki CTG zapis
Patološki CTG nalaz tokom porođaja smatra se onaj sa:
- ispod 100 srčanih otkucaja fetusa/minuti,
- amplitudom oscilacija manjom od 5 srčanih otkucaja fetusa/minuti duže od 40 minuta.

U ovu grupu spadaju i nalazi
- teških varijabilnih ili teških periodičnih ranih deceleracija,
- nalaz prolongiranih i kasnih deceleracija,
- sinusoidalni obrazac.

Patološki ili abnormalan nalaz upućuje da se radi o fetusu u stanju hipoksije i acidoze.
Najozbiljniji CTG zapis
Najozbiljniji CTG nalaz je ravna linija osnovne frekvencije sa vrlo plitkim periodičnim kasnim deceleracijama.
U slučaju pojave suspektnog ili patološkog CTG zapisa, ako kliničo stanje ne zahteva hitan porođaj, najbolji način provere fetalnog stanja je pH metrija.
U proceni patološke uterine aktivnosti FIGO smernice, navode da je teško dati tačna pravila, ali da treba upamtiti da je pojava više od 5 kontrakcija/10 minuta abnormalna.

### Procena CTG nalaza po NICE smernicama[49]
|                  | Osnovna srčana frekvencija (otkucaja/minuti) | Varijabilnost osnovne frekvencije (otkucaja/minuti)                                         | Deceleracije |
| ---------------- | -------------------------------------------- | ------------------------------------------------------------------------------------------- | --- |
| Dobar nalaz      | 110 – 160                                    | 5 – 25                                                                                      | - Rane ili ih ne mora biti - Varijabilne bez zabrinjavajućih karakteristika (u trajanju manjem od 90 minuta) |
| Nesiguran nalaz  | 100 — 109 ili 161 — 180                      | Manje od 5 u 30 — 50 minuta ili više od 25 tokom 15 — 25 minuta                             | - Varijabilne bez zabrinjavajućih karakteristika (koje traju 90 minuta ili duže) - Varijabilne sa zabrinjavajućim karakteristikama u do 50% trudova kroz 30 ili više minuta - Varijabilne sa zabrinjavajućim karakteristikama u više od 50% trudova kroz manje od 30 minuta - Kasne u više od 50% trudova kroz manje od 30 minuta, bez primarnog rizika za majku. |
| Abnormalan nalaz | < 100 ili > 180                              | Manje od 5 kroz više od 50 minuta ili više od 25 u više od 25 minuta ili sinusoidalan zapis | - Varijabilne sa zabrinjavajućim karakteristikama u preko 50% trudova u 30 minuta (ili kraće ako postoje rizici za majku ili dijete) - Kasne deceleracije kroz 30 minuta (ili kraće ako postoje rizici za majku ili dete) - Akutna bradikardija, - Jedna produljenja deceleraciju u trajanju od 3 ili više minuta.                                                |

## Nedostaci
Glavni nedostatak kardiotokografije je njena slaba prognostička vrednost perinatalnog ishoda, posebno specifičnost i pozitivna prediktivna vrednost. Na to ukazuju podaci iz literature u kojima se navodi i do 10% lažno negativnih nalaza i, 30 – 40% nereaktivnih kardiotokografskih testova. Dok se uz jasno patološke kardiotokografske zapise nalazi samo 50 – 60% novorođenčadi sa vrlo niskim APGAR ocenama.

## Napomene
1. ↑  FIGO smernice objavljene 1987. godine zasnovane su na zaključcima i preporukama  FIGO Subcommittee on Stan-dards in Perinatal Medicine i FIGO Standing Committee on Perinatal Mortality and Morbidity, koje osim preporuka za interpretaciju ante i intrapartalnog CTG zapisa sa drže i niz drugih tehničkih i metodoloških preporuka.[48]

## Spoljašnje veze
|  | Molimo Vas, obratite pažnju na važno upozorenje u vezi sa temama iz oblasti medicine (zdravlja). |